# St. Louis Stars
Il St. Louis Stars è stato un club calcistico statunitense con sede a St. Louis, in Missouri. Ha militato nel campionato della National Professional Soccer League (noto come NPSL I) nel 1967 e, successivamente, dal 1968 al 1977, nella North American Soccer League (NASL).

## Storia
La franchigia nacque a St. Louis, divenendo la prima squadra professionistica di calcio mai esistita ivi; la città vantava una solida tradizione calcistica a livello dilettantistico e universitario e quindi fu naturale per i numerosi appassionati della disciplina seguire le gesta della neonata squadra nella NPSL I. Al termine della stagione, la Lega si fuse insieme alla United Soccer Association, che deteneva il titolo sportivo di campionato di Prima Divisione, e nacque la NASL, che prese il via nel 1968 e vide, tra le altre, anche gli Stars ai nastri di partenza.
La stagione di avvio fu tuttavia problematica, in quanto molte squadre, dopo la fusione, si erano sciolte per problemi economici. La NASL decise di dividere la stagione in due parti, la prima delle quali sarebbe stata disputata da un club europeo o sudamericano in rappresentanza di ogni franchigia: i St. Louis Stars furono rappresentati dagli scozzesi del Kilmarnock.
Le stagioni trascorse nella Lega non furono ricche di soddisfazioni: la squadra risultò quasi sempre fuori dai play-off a parte un paio di occasioni di rilievo, nel 1972 quando raggiunse la finale del campionato (sconfitta contro i New York Cosmos) e nel 1975 quando fu sconfitta in semifinale dai Portland Timbers. Dopo due ulteriori stagioni in cui l'affluenza media non arrivò mai alle 10.000 presenze per gara, la franchigia lasciò la città per trasferirsi in California, ad Anaheim, assumendo il brand di California Surf

## Allenatori
- George Mihaljevic (1967)
- Rudi Gutendorf (1968)
- Bob Kehoe (1969-1970)
- George Meyer (1971)
- Casey Frankiewicz (1971-1973)
- John Sewell (1974-1977)

## Palmarès

### Altri piazzamenti
- Campionato NASL:

Secondo posto: 1972